# Ultimate Avengers 2
Ultimate Avengers 2: Rise of the Panther (conocida como Los Últimos Vengadores 2 en español) es una película de animación directa para video, y secuela de  Ultimate Avengers. La película fue estrenada el 8 de agosto de 2006. La película se estrenó en Cartoon Network (Estados Unidos) en Toonami bloque el 21 de octubre de 2007 con una calificación TV-14.

## Argumento
T'Challa, el Príncipe de Wakanda, vuelve desde el mundo exterior para defender el reino está siendo atacado por el extranjero  Chitauri. Herr Kleiser, el extranjero que cambia de forma que luchó con Capitán América en la Segunda Guerra Mundial, el padre de T'Challa, muere en el combate y busca la tienda Wakanda de vibranium, el metal de la Chitauri utilizan para fabricar sus naves y armas. Después de convertirse en rey y asumiendo el alias de Pantera Negra, T'Challa busca la ayuda del Capitán América. El General Nick Fury de S.H.I.E.L.D. da las órdenes de los Ultimate Avengers para unirse, con la excepción de  Thor (que no está disponible) y Hulk (el alter ego de Bruce Banner que se mantiene bajo vigilancia).
A pesar de un malentendido en el que los Ultimate Avengers son atacados por los soldados Wakanda, la  Avispa (Janet Van Dyne, Pym) se lesiona y el escudo del Capitán América ha sido robada, el equipo, junto con Thor, se concentran en la batalla contra los Chitauri. Banner entonces deduce que los rayos gamma debilita el vibranium y envía a Betty a Wakanda con un proyector de rayos gamma. Con esta arma los Chitauri se debilitan, y Iron Man y  Hombre Gigante (Hank Pym) logran destruir el núcleo de energía, que estaba en la nave de los Chitauri. Giant-Man, sin embargo, es fatalmente herido y muere. El equipo de partir con el agradecimiento de Pantera Negra, y al volver a saber que Banner sobrevivió y se convierte en Hulk y escapa.

## Crew
- Jamie Simone - Voz Director

## La recepción
Ultimate Avengers 2 recibió tanto críticas positivas como negativas. Tiene una valoración 6.8/10 en la Internet Movie Database.